# Julieta Castellanos
Julieta Gonzalina Castellanos Ruiz, coneguda simplement com a Julieta Castellanos, (San Francisco de Becerra, 8 de gener de 1954) és una sociòloga i acadèmica hondurenya. Va ser rectora de la Universitat Nacional Autònoma d'Hondures (UNAH) entre 2009 i 2017. Des de la seva posició acadèmica, Castellanos va fundar l'Observatori de la Violència en la UNAH, centre que recull dades sobre la violència a Hondures i les analitza. Ha lluitat contra la violència al seu país, centrant-se tant en els cartells de drogues com en la corrupció policial i a advocat per la reforma judicial i policial. També va ser membre de la Comissió de la Veritat i la Reconciliació, encarregada d'aclarir els fets relacionats amb el cop d'estat que va destituir el president Manuel Zelaya.
Ha estat considerada per la revista Forbes com una de les 50 dones més poderoses de Centreamèrica i per la revista Foreign Policy com una d'entre els 100 pensadors més influents del món.

## Biografia
Julieta Castellanos va néixer en el municipi de San Francisco de Becerra, Olancho el 1954. Els seus pares eren Rafael Castellanos, originari de Santa Bàrbara, i Ernestina Ruiz de Olancho. Es va graduar en batxillerat en Ciències i Lletres a Tegucigalpa, va realitzar els seus estudis superiors a nivell de grau a la Universitat de Costa Rica (UCR), obtenint el títol de Llicenciada en Sociologia.

## Trajectòria professional
Julieta Castellanos va exercir nombrosos càrrecs, entre ells: Catedràtica Titular III a la Universitat Nacional Autònoma d'Hondures (1978/2002), Presidenta de l'Associació de Professors del Centre Universitari d'Estudis Generals (CUEG) el 1986, Cap del Departament de Ciències Socials de la UNAH, Presidenta de l'Associació de Docents de la UNAH (1997-2012), Coordinadora de l'Observatori de la Violència des de 2005, Consultora de la Fundació Arias per al progrés Humà, Consultora de l'Oficina de Washington per a Amèrica llatina WOLA, Investigadora Associada del Centre de Documentació d'Hondures CEDOH, entre altres càrrecs. Va ser a més membre de la Comissió de la Veritat i la Reconciliació a Hondures, que va tenir com a propòsit esclarir els fets després del cop d'estat a Hondures de 2009.
Castellanos és autora de diversos llibres i assajos i ha destacat per la seva aportació a l'acadèmia i a la generació del coneixement al país. Entre les seves obres destaquen: Violencia y Reforma Policial en Honduras (2013), Política y Desarrollo en Honduras (2006) o Corrupción y Transparencia en Honduras (2002).

## Rectoria
Castellanos exercia com a Coordinadora de l'Observatori de la Violència de la UNAH i directora de l'Institut Universitari de Democràcia, Pau i Seguretat, que funciona a la universitat amb el suport del PNUD quan, el 2009 va ser elegida Rectora de la Universitat Nacional Autònoma d'Hondures, per un període de quatre anys.
El període de quatre anys de Julieta Castellanos com a rectora de la UNAH va finalitzar a l'abril de 2013, no obstant això, aquesta va quedar com a rectora interina per un període de dos mesos mentre es va triar al proper titular de la universitat. Després de les reformes a la Llei Orgànica de la UNAH el 19 de març del mateix any, que van permetre la reelecció del rector per un període més, Castellanos va presentar la seva postulació per a un nou període. La Junta d'Adreça Universitària (JDU), va acordar la seva reelecció pel període 2013-2017, càrrec que va assumir el 25 de setembre.
Julieta Castellanos ha estat ferma en mantenir una universitat laica en la qual no hi hagi inferències religioses ni privilegis als participants de qualsevol religió, i en la qual els ensenyaments religiosos es mantinguin fora de les aules. També s'ha pronunciat a favor de la promoció del respecte a la diversitat de preferències sexuals.
Durant el seu rectoria la UNAH va passar de la posició 300 en la classificació llatinoamericana d'universitats elaborada per Quacquarelli Symonds a ocupar la posició 171 el 2016, mentre contínua ocupant la posició 701+ en la classificació global d'universitats.

### Reformes
A l'octubre de 2013, es va presentar un informe amb recomanacions de reformes acadèmiques al Consell Universitari, òrgan màxim de direcció de la UNAH, conformat per 57 membres representants dels tres sectors de la comunitat universitària: autoritats, docents i estudiants. Va ser aprovat el 17 de desembre, amb 49 vots a favor i 4 en contra. Entre les principals reformes estaven l'eliminació del nom dels catedràtics al moment de matricular per evitar la sobrecàrrega d'estudiants en algunes seccions, la reducció del temps d'ajust de matrícula a una setmana, l'ampliació d'horaris de classe i l'eliminació del model acadèmic de dos períodes llargs i un curt per cada any, per tres períodes d'igual durada (15 setmanes).
El 13 de gener de 2015 van entrar en vigència les noves Normes Acadèmiques de la UNAH, amb les quals, entre altres coses, es va augmentar l'índex d'aprovació d'una classe de 60 % a 70 % i es va limitar a 3 vegades l'oportunitat de repetir una classe. Les mateixes es discutien des de juny de 2014 i van ser objecte de protestes estudiantils. Abans d'aquestes, la universitat no comptava amb les seves pròpies normes.

### Protestes universitàries
2014
El maig de 2014, un grup d'estudiants de la facultat de Ciències Jurídiques van recol·lectar signatures per presentar un escrit oposant-se a l'ajust del temps de matrícula i l'eliminació del nom del docent al moment de matricular, ambdues mesures aprovades al desembre de l'any passat. El 24 de juliol, grups estudiantils van protestar dins i fora de la Ciutat Universitària, impedint la realització d'una sessió del Consell Universitari per discutir els articles de la noves Normes Acadèmiques, oposant-se a alguns d'aquests articles i al·legant falta d'autèntica representació estudiantil. Dies després, la protesta es va replicar a la Universitat Nacional Autònoma d'Hondures de la Vall de Sula (UNAH-VS), on 3 estudiants van prendre les instal·lacions, sent posteriorment acusats per les autoritats davant el Ministeri Públic.
Les protestes van continuar al centre regional de la Vall de Sula durant octubre i novembre, ara també en rebuig a la "criminalització de la protesta". També va haver-hi una presa de 16 dies d'aquestes instal·lacions i una altra d'edificis de la Ciutat Universitària a Tegucigalpa en suport. Com a resposta, les autoritats universitàries van decidir expulsar de manera temporal a 5 estudiants de la Ciutat Universitària i a uns 10 de la UNAH-VS, els qui després van ser reintegrats segons sentència de la Cort Suprema de Justícia.
2015
Aquest any la discòrdia va ser la "taula d'unitats valoratives" que va formar part de les regulacions acadèmiques aprovades al juny. La mateixa limitava la quantitat d'unitats valoratives i, per tant, de classes en que un estudiant pot matricular-se per període, segons el seu índex acadèmic. Mesos abans de la seva aprovació va haver-hi manifestacions i protestes en contra a la Ciutat Universitària de la Universitat Autònoma. Després de ser aprovades, l'1 de juliol estudiants d'odontologia van prendre les instal·lacions de la Universitat Nacional Autònoma d'Hondures de la Vall de Sula (UNAH-VS) per demanar la derogació de la taula. En el transcurs del mes, es van replicar les preses al Centre Universitari Regional del Litoral Atlàntic (CURLA), el Centre Universitari Regional Nord-Oriental (CURNO) i Ciutat Universitària. Totes aquestes, amb conseqüències legals per 14 estudiants implicats a nivell nacional.
La Ciutat Universitària va romandre presa 10 dies i la UNAH-VS 23 dies, provocant la cancel·lació del segon període d'Odontologia en aquesta última. Després d'això, les protestes van continuar en tots dos centres impedint la realització normal de les classes, fins que el 31 de juliol el Consell Universitari va aprovar la modificació de la taula, enmig de protestes al·legant unilateralitat en la decisió. Posteriorment, les autoritats universitàries, a través d'una comissió, van mantenir un diàleg amb els representants de les diferents facultats per solucionar diverses problemàtiques, que es va estendre fins al novembre.
2016
A la fi de maig les preses i protestes van tornar a la universitat, tant en la UNAH-VS com a Ciutat Universitària, exigint novament la derogació de les noves normes acadèmiques. Després de romandre una setmana presa la UNAH-VS i trobar-se pres també el Centre Universitari Regional del Centre (Curc), les autoritats van decidir cancel·lar la Prova d'Aptitud Acadèmica a realitzar-se el 19 de juny. Dies després van anunciar la cancel·lació del segon període de la carrera d'odontologia per UNAH-VS i la Ciutat Universitària, i posteriorment, el 15 de juliol, la cancel·lació definitiva del segon període acadèmic a Ciutat Universitària, després de més de 40 dies de preses liderades pel Moviment Estudiantil Universitari (MEU) i amb 75 protestants acusats davant la justícia pel delicte d'usurpació. Després de la signatura d'un acord entre els estudiants i les autoritats, l'1 d'agost va començar un nou període acadèmic a Ciutat Universitària, havent-se acordat un tercer període intensiu en els altres centres regionals, els quals no van perdre gaires classes per les preses. Les parts van acordar la suspensió de les normes per a la seva discussió, el lliurament dels edificis presos, l'anul·lació dels judicis en els tribunals contra els 75 estudiants i estar disposats a resoldre la problemàtica universitària amb termini fins a febrer de 2017.
2017
Des de principis de març el Moviment Estudiantil Universitari (MEU) venia advertint sobre noves protestes a causa de l'incompliment de les autoritats a l'acordat l'any passat. A principis de maig, uns 20 membres del mateix van protestar enfront de Ciutat Universitària exigint la realització d'eleccions estudiantils per tenir representació en el Consell Universitari, i així poder influir en el nomenament de la nova Junta d'Adreça Universitària, la qual al seu torn escollirà al següent rector. La matinada del 25 del mateix mes, la policia va agafar a 20 estudiants del MEU que van irrompre i van causar danys materials a l'edifici administratiu de la UNAH com una forma de protesta pel judici realitzat contra tres ex-estudiants que van participar en les preses de 2015. Els mateixos van ser judicialitzats per delictes de danys i privació de llibertat; mentre que les autoritats universitàries li van cancel·lar una beca a un d'ells i posteriorment van expulsar per 15 períodes acadèmics a 19. Després de la sentència condemnatòria contra aquests, el 12 de juny membres del MEU van protestar enfront de Ciutat Universitària, i l'endemà van tancar breument les portes de la mateixa.
El 19 de juny, el MEU va iniciar una sèrie de preses contínues exigint la renúncia de la rectora Castellanos, participació estudiantil i la no criminalització de les seves protestes; havent-hi molts estudiants en contra de les preses. El 5 de juliol, a més, estudiants de la UNAH-VS es van sumar a la protesta prenent-se les instal·lacions d'aquest centre educatiu regional. Dues setmanes després, el MEU va presentar una iniciativa ciutadana al parlament hondureny perquè legisli a favor de la creació d'un Govern Universitari Provisional amb autonomia financera i administrativa. El mateix estaria conformat per representants estudiantils proposats pel MEU i altres representants universitaris, tindria un període de durada d'un any, en el qual assumiria les funcions del Consell Universitari, la Junta d'Adreça Universitària, la Rectoria i Sots Rectoria; faria una avaluació de les reformes universitàries i de l'anterior gestió, atendria les impugnacions de la comunitat universitària i estaria observat per comissionats de drets humans. Aquest nou període de preses va concloure després que una Comissió del Congrés Nacional determinés derogar l'article 46-2013 que li dona poders especials a la rectora i reformar un article de la llei orgànica de la UNAH on establia que la rectora ha de proposar a la nova adreça de la Junta Universitària, la que escull al rector. També va ordenar a les autoritats universitàries elaborar un reglament electoral estudiantil i al Tribunal Electoral que elaborin un reglament que regeixi l'elecció dels representants estudiantils en el Consell Universitari. Els protestants que mantenien la presa de Ciutat Universitària van ser desallotjats pacíficament el 8 de setembre i les classes es van reprendre 3 dies després amb la continuació del segon període que havia quedat suspès. A causa de les amenaces de preses del MEU pocs estudiants van anar a classes el primer dia, durant el qual va haver-hi preses a Ciutat Universitària i la UNAH-VS.
La rectora Julieta Castellanos va dir que la Universitat va complir amb els acords pactats amb els estudiants i que es manté oberta al diàleg; que no renunciarà per pressions i que tampoc busca la reelecció. Ha respost als qüestionaments de representants de drets humans, acusant-los de ingerir-se per promoure la impunitat a favor de membres del MEU. A més ha acusat a diputats, organitzacions jesuïtes i sobretot a membres del Partido Libre de donar suport i finançar als membres del MEU, als qui alhora ha acusat de seguir agendes polític-electorals.

## Reconeixements

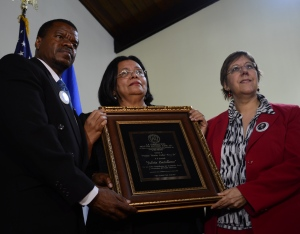
Premi Atorgat per l'ambaixada dels Estats Units a Julieta Castellanos

- 2012: Premi Martin Luther King. Jr., per la seva lluita contra la corrupció, per la depuració de la policia nacional i el respecte als drets humans.
- 2013: Premi Internacional Dona Coratge, atorgat pel Departament d'Estat dels Estats Units, per la seva lluita contra la violència i la corrupció.[75]

## Obra
- Violencia y Reforma Policial en Honduras. 2013
- Política y Desarrollo en Honduras. 2006-2009. “Corrupción y Estado de Derecho” PNUD 2006
- Honduras: El Estado de la Corrupción. FOPRIDEH. 2005
- Corrupción y Transparencia en Honduras. CEDOH. 2002
- Proceso Electoral 2001. Monitoreo desde la Sociedad Civil. CEDOH 2002.
- REFORMA Policial y Seguridad Ciudadana. Oficina de Washington para América Latina. Foro Ciudadano WOLA. 2001.
- Familia, Niñez Trabajadora y Escuela. Save the Children. 2001
- El Arsenal Invisible: Armas Livianas y Seguridad Ciudadana en la Posguerra Centroamericana.
- Fundación Arias Para la Paz y el Progreso Humano. 2001
- La Transición Militar: La Reforma Inconclusa. PNUD. 2001
- Gobernabilidad Democrática y Seguridad Ciudadana el caso de Honduras. CRIES. 2003
- La Delincuencia Juvenil en Honduras. CEDOH 1998
- Ciudadanía y participación en Honduras. CEDOH. 1996
- Corrupción y Democracia en Honduras. CEDOH. 1995